# 雷諾拱門

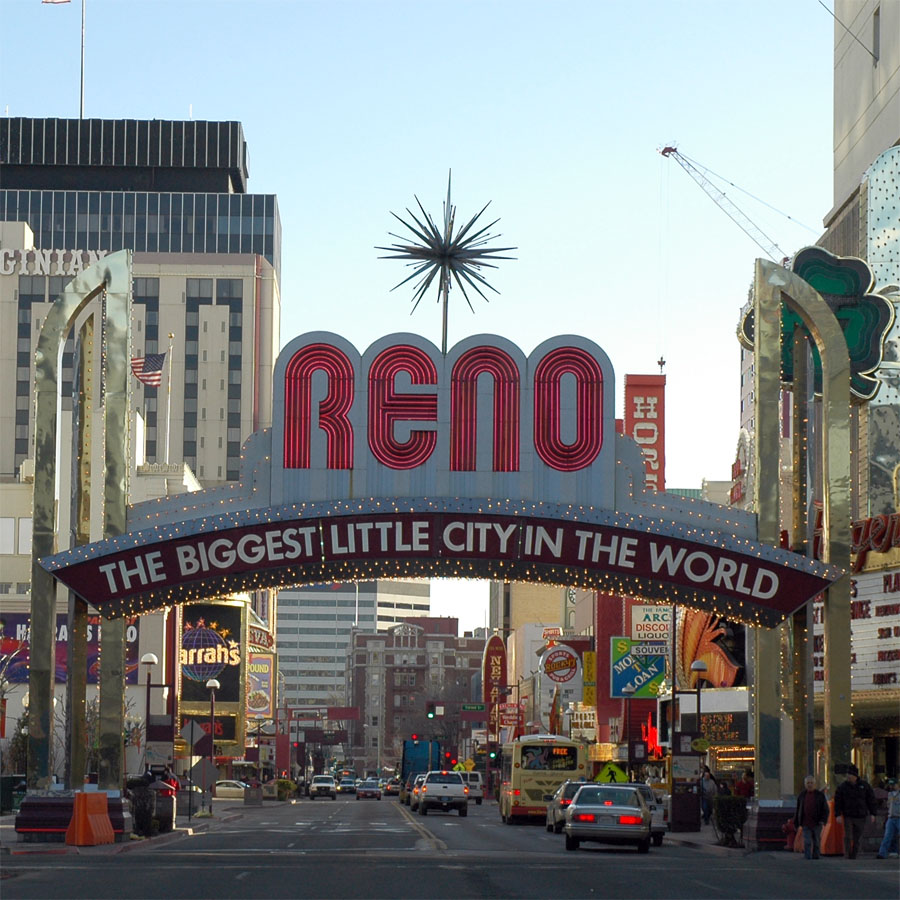
2018年更換顏色前的雷諾拱門

雷諾拱門（Reno Arch）是位於美國內華達州城市雷諾的一座拱門型建築。最早的拱門修建於1926年。現在的雷諾拱門是第三代拱門，修建於1987年。雷諾拱門刻有雷諾的城市格言「世界最大的小城市」。